# Prąd morski

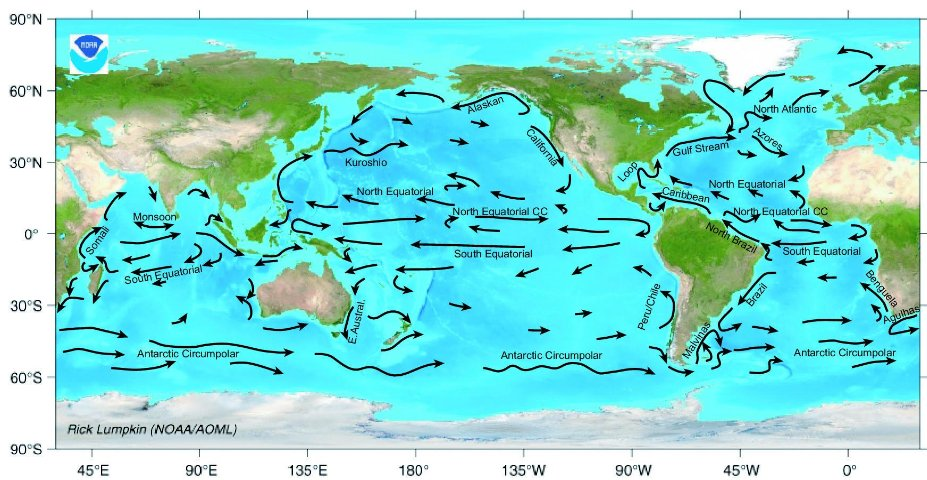
Aktualna mapa prądów morskich (źródło: NOAA)

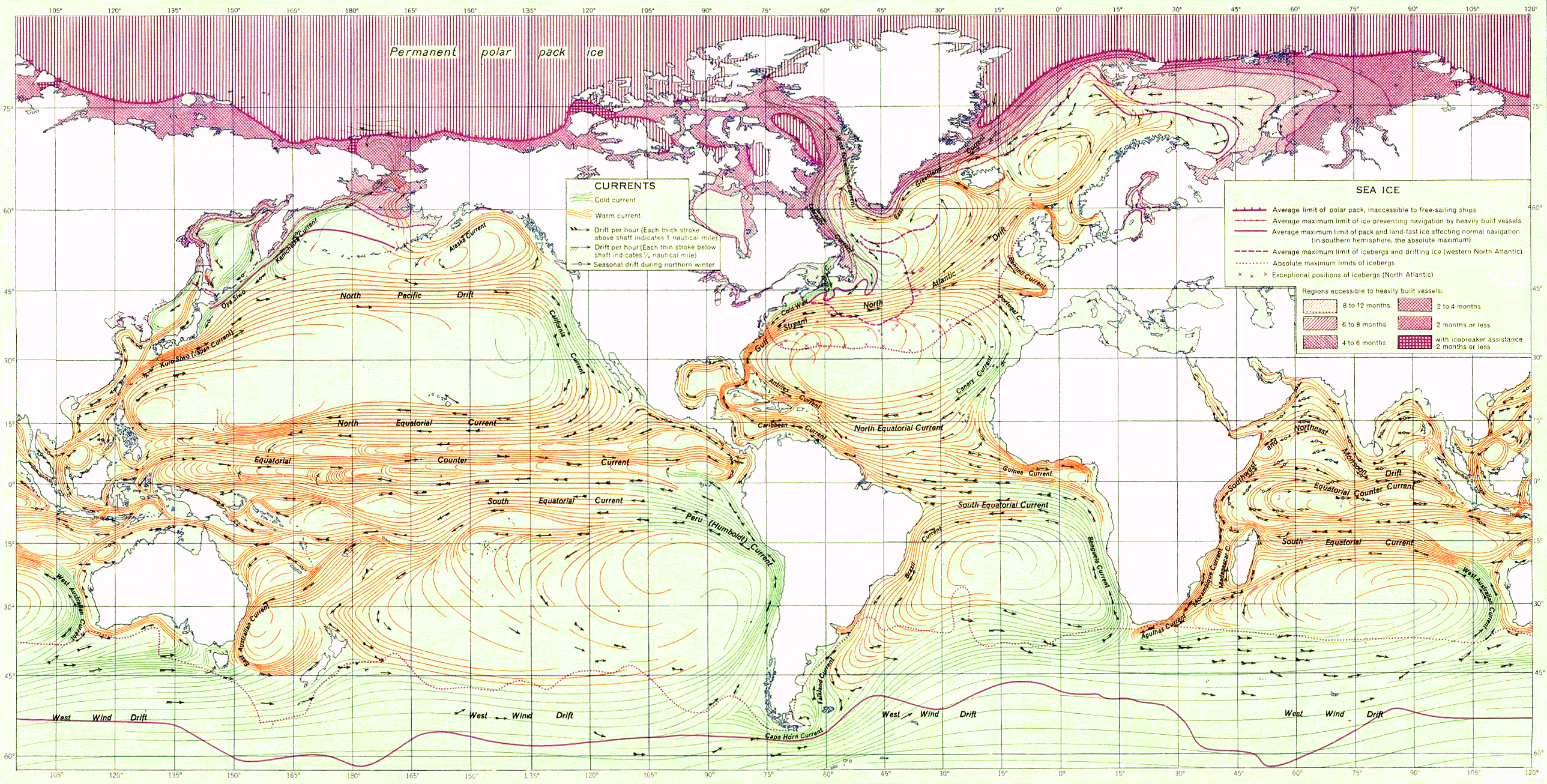
Mapa prądów morskich (1943)

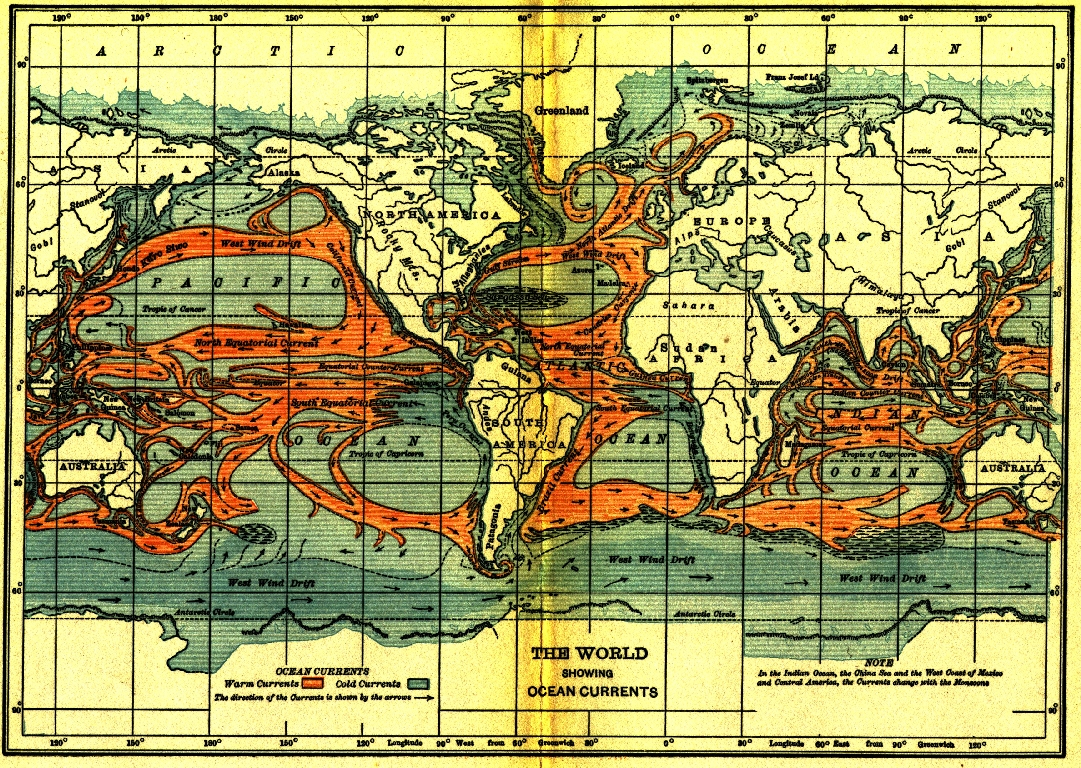
Prądy morskie (1911)

Prądy świata na ciągłej mapie oceanu

Prąd morski – duże i niemal niezmienne ruchy wody w oceanach wywołane przede wszystkim występowaniem wiatrów stałych oraz różnicami temperatur, bądź zasolenia, a także ruchem obrotowym Ziemi, który modyfikuje ich kierunek.
Na poszczególnych oceanach tworzą one 5 wielkich kręgów cyrkulacji wody morskiej. W pobliżu brzegów układ prądów modyfikowany jest przez pływy morskie, spływ wód rzecznych i ukształtowanie linii brzegowej. 
Średnia prędkość powierzchniowych prądów morskich wynosi około 10 km na dobę, ale niektóre z nich mogą osiągnąć prędkość nawet 100–150 km na dobę.
Przepływ mierzony jest w sverdrupach.

## Rodzaje prądów morskich
Ze względu na temperaturę wody niesionej prądem morskim w stosunku do otaczających wód oceanu wyróżnia się prądy ciepłe (niosące wodę cieplejszą niż otaczająca) i prądy zimne (niosące wodę chłodniejszą niż otaczająca). Prądy te mają duży wpływ na kształtowanie klimatu niektórych regionów kuli ziemskiej. Prądy ciepłe wpływają na wzrost temperatury powietrza oraz sumy opadów atmosferycznych, a prądy zimne powodują spadek średniej temperatury powietrza oraz zmniejszenie sumy opadów atmosferycznych. Przykładowo ciepły Prąd Północnoatlantycki, stanowiący przedłużenie Golfsztromu, przyczynia się do ocieplenia klimatu Skandynawii, a zimny Prąd Benguelski występujący u południowo-zachodnich wybrzeży Afryki przyczynił się do powstania pustyni Namib.
Ze względu na genezę, prądy morskie można podzielić na:
- wiatrowe – związane z działalnością silnych wiatrów,
- gęstościowe – wynikające z różnic ciężaru objętościowego wód w różnych miejscach. Bardzo często tworzą się pod powierzchnią wody, rzadziej na jej powierzchni,
- spływowe – powstające wskutek wyrównywania poziomu wód w różnych miejscach. Pośrednią ich przyczyną jest dopływ wód słodkowodnych do mórz i oceanów, a także zwiększone parowanie,
- kompensacyjne – przywracające równowagę hydrostatyczną, naruszoną przez różne siły, np. przez wiatry stałe.

## Ważniejsze prądy morskie
- Ocean Atlantycki:
Antylski, Benguelski, Brazylijski, Falklandzki, Florydzki, Gujański, Gwinejski, Irmingera, Kanaryjski, Karaibski, Labradorski, Łomonosowa, Malstrom, Norweski, Południoworównikowy, Północnoatlantycki, Północnorównikowy, Wiatrów Zachodnich, Wschodniogrenlandzki, Zachodniogrenlandzki, Zatokowy (Golfsztrom);

- Ocean Indyjski:
Agulhas, Madagaskarski, Monsunowy, Mozambicki, Południoworównikowy, Równikowy Prąd Wsteczny, Somalijski, Wiatrów Zachodnich, Zachodnioaustralijski;

- Ocean Spokojny:
Alaskański, Aleucki, Cromwella, Kalifornijski, Kuro Siwo, Oja Siwo (Kurylski), Peruwiański, Południoworównikowy, Północnorównikowy, Równikowy Prąd Wsteczny, Wiatrów Zachodnich, Wschodnioaustralijski.